# Dysgnathia subrubra
Dysgnathia subrubra là một loài bướm đêm trong họ Noctuidae.